# Pildammsvägen

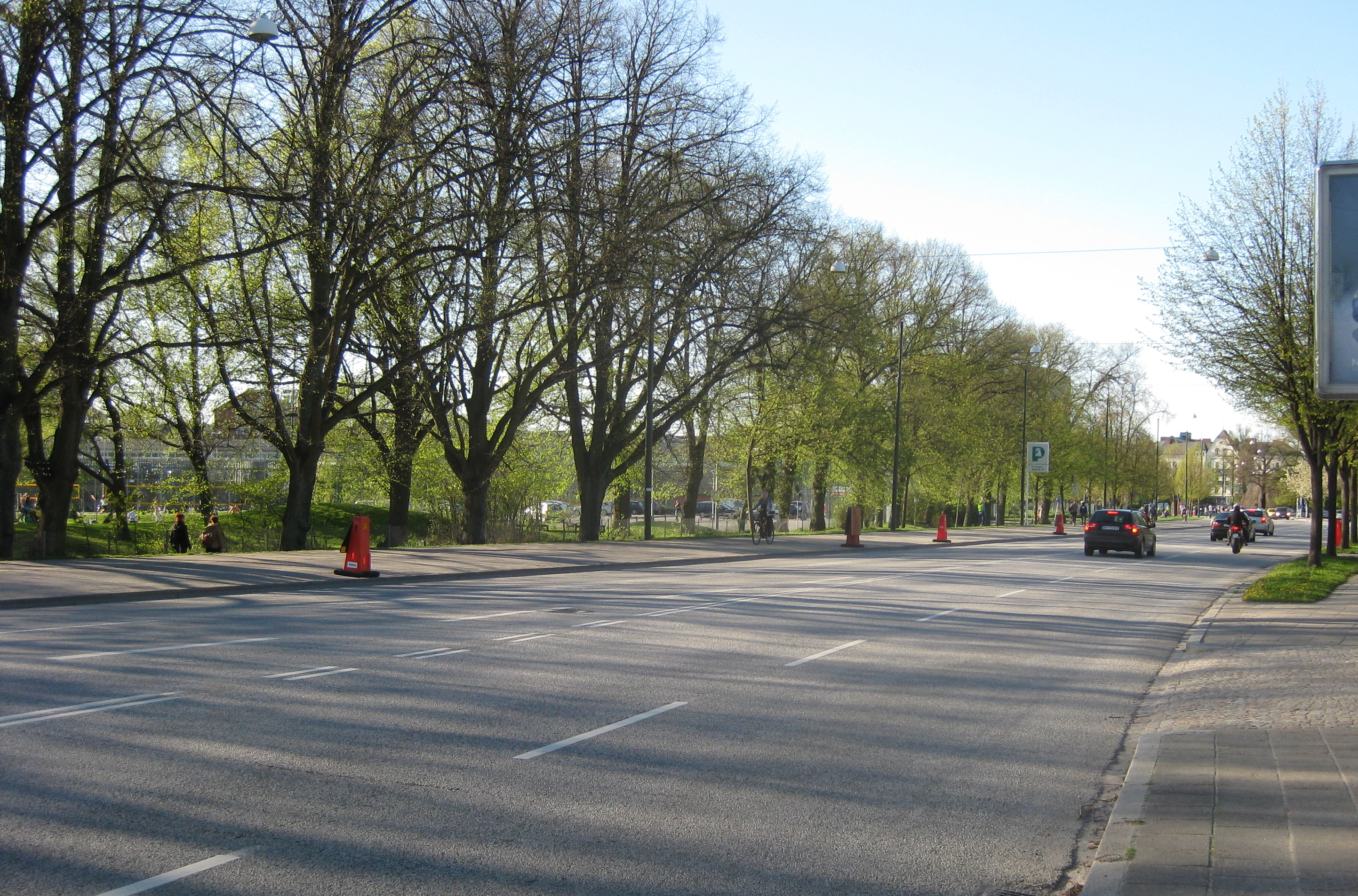
Pildammsvägen

Pildammsvägen är en av Malmös längsta gator och en viktig infart från söder. Den sträcker sig från Östra Rönneholmsvägen vid Malmö opera och musikteater i norr till Klagstorpsvägen strax norr om  Västra Klagstorp i söder, där den övergår i Tygelsjövägen.
Gatunamnet, ursprungligen Pildamsvägen, tillkom 1904 men avsåg då en helt annan sträckning än den nuvarande, från Triangeln till Carl Gustafs väg och förlängdes sedermera till John Ericssons väg. År 1945 tillkom nya Pildammsvägen varvid den norra delen av den ursprungliga gatan erhöll namnet Rådmansgatan och den södra kom att ingå i Allmänna sjukhusets område (sedan 2012 ingående i Jan Waldenströms gata).
Den nya trafikleden sträckte sig ursprungligen från Rönneholmsvägen förbi Pildammsparken till John Ericssons väg. År 1963 förlängdes den till Stadiongatan, 1966 till Arkitektgatan och 1970 till stadsgränsen mot dåvarande Bunkeflo landskommun. Efter sistnämnda kommuns inkorporering med Malmö 1971 förlängdes Pildammsvägen 1972 ytterligare över före detta Naffentorpsvägen och före detta Trelleborgsvägen förbi Västra Klagstorp och Tygelsjö till den nya kommungränsen, mot Vellinge kommun. År 1974 utgick dock namnet på sträckan från Klagstorpsvägen till kommungränsen och ersattes med namnet Tygelsjövägen.